# بيت حاشد (المحويت)

تعديل مصدري - تعديل

بيت حاشد هي إحدى قرى عزلة قبلة ابن عبد الله بمديرية المحويت التابعة لمحافظة المحويت، بلغ تعداد سكانها 316 نسمة حسب تعداد اليمن لعام 2004.